# Kansas City Film Critics Circle
Le Kansas City Film Critics Circle (KCFCC) est une  association américaine de critiques de  cinéma, basée à Kansas City (Missouri), aux États-Unis et fondée en 1966 par James Loutzenhiser.
Elle remet chaque année les Loutzenhiser Awards ou Kansas City Film Critics Circle Awards (KCFCC Awards), qui récompensent les meilleurs films de l'année.

## Catégories de récompense
- Meilleur film
- Meilleur réalisateur
- Meilleur acteur
- Meilleure actrice
- Meilleur acteur dans un second rôle
- Meilleure actrice dans un second rôle
- Meilleur scénario original
- Meilleur scénario adapté
- Meilleur film en langue étrangère
- Meilleur film d'animation
- Meilleur film documentaire
- Meilleur film de science-fiction, d'horreur ou fantastique